# Monchy-sur-Eu
Monchy-sur-Eu és un municipi francès situat al departament del Sena Marítim i a la regió de Normandia. L'any 2007 tenia 544 habitants.

## Demografia

### Població
El 2007 la població de fet de Monchy-sur-Eu era de 544 persones. Hi havia 208 famílies de les quals 28 eren unipersonals (12 homes vivint sols i 16 dones vivint soles), 88 parelles sense fills, 84 parelles amb fills i 8 famílies monoparentals amb fills.
La població ha evolucionat segons el següent gràfic:
Habitants censats

### Habitatges
El 2007 hi havia 220 habitatges, 207 eren l'habitatge principal de la família, 6 eren segones residències i 7 estaven desocupats. Tots els 220 habitatges eren cases. Dels 207 habitatges principals, 195 estaven ocupats pels seus propietaris, 10 estaven llogats i ocupats pels llogaters i 2 estaven cedits a títol gratuït; 1 tenia dues cambres, 16 en tenien tres, 66 en tenien quatre i 123 en tenien cinc o més. 176 habitatges disposaven pel capbaix d'una plaça de pàrquing. A 69 habitatges hi havia un automòbil i a 115 n'hi havia dos o més.

### Piràmide de població
La piràmide de població per edats i sexe el 2009 era:
| Homes | Edats   | Dones |
| ----- | ------- | ----- |
| 0     | 95 o +  | 0     |
| 0     | 90 a 94 | 1     |
| 0     | 85 a 89 | 3     |
| 4     | 80 a 84 | 2     |
| 7     | 75 a 79 | 10    |
| 11    | 70 a 74 | 9     |
| 14    | 65 a 69 | 9     |
| 6     | 60 a 64 | 8     |
| 15    | 55 a 59 | 7     |
| 17    | 50 a 54 | 21    |
| 21    | 45 a 49 | 21    |
| 18    | 40 a 44 | 22    |
| 25    | 35 a 39 | 18    |
| 18    | 30 a 34 | 17    |
| 15    | 25 a 29 | 14    |
| 19    | 20 a 24 | 15    |
| 19    | 15 a 19 | 13    |
| 20    | 10 a 14 | 18    |
| 9     | 5 a 9   | 15    |
| 17    | 0 a 4   | 13    |

## Economia
El 2007 la població en edat de treballar era de 372 persones, 289 eren actives i 83 eren inactives. De les 289 persones actives 272 estaven ocupades (150 homes i 122 dones) i 17 estaven aturades (6 homes i 11 dones). De les 83 persones inactives 36 estaven jubilades, 24 estaven estudiant i 23 estaven classificades com a «altres inactius».

### Ingressos
El 2009 a Monchy-sur-Eu hi havia 208 unitats fiscals que integraven 555,5 persones, la mediana anual d'ingressos fiscals per persona era de 17.313 €.

### Activitats econòmiques
Dels 11 establiments que hi havia el 2007, 1 era d'una empresa de fabricació d'altres productes industrials, 5 d'empreses de construcció, 1 d'una empresa de transport, 1 d'una empresa d'hostatgeria i restauració i 3 d'empreses de serveis.
Dels 6 establiments de servei als particulars que hi havia el 2009, 3 eren paletes, 1 fusteria, 1 electricista i 1 restaurant.
L'any 2000 a Monchy-sur-Eu hi havia 18 explotacions agrícoles que ocupaven un total de 948 hectàrees.

## Equipaments sanitaris i escolars
El 2009 hi havia una escola maternal integrada dins d'un grup escolar amb les comunes properes formant una escola dispersa.

## Poblacions més properes
El següent diagrama mostra les poblacions més properes.